# La Cellette (Puy-de-Dôme)
 La Cellette  es una población y comuna francesa, situada en la región de Auvernia, departamento de Puy-de-Dôme, en el distrito de Riom y cantón de Pionsat.

## Demografía
| 226 | 201 | 181 | 159 | 147 | 143 |
| Para los censos de 1962 a 1999 la población legal corresponde a la población sin duplicidades (Fuente: INSEE [Consultar]) |     |     |     |     |     |